# Kidland
Kidland var en civil parish 1858–1955 när det uppgick i Alwinton, i grevskapet Northumberland i England. Civil parish var belägen 45 km från Morpeth och hade 58 invånare år 1951.